# Lieve Verschuier
Lieve Verschuier (Rotterdam, 1627 – aldaar, 1686) was een Nederlandse kunstschilder en scheepsbeeldhouwer uit de zeventiende eeuw, die gespecialiseerd was in zeegezichten en andere voorstellingen met schepen. Daarnaast zijn ook enkele Rotterdamse kerkinterieurs en stadsgezichten van hem bekend.

## Levensloop
De exacte geboortedatum van Lieve Verschuier is onbekend, maar hij werd op 17 oktober 1627 gedoopt in de Lutherse Kerk te Rotterdam. Hij was de zoon van de scheepsbeeldhouwer Pieter Verschuier (overleden in 1653), die voor de Admiraliteit van Rotterdam werkte. Lieve had een oudere broer Cornelis (overleden in 1654), eveneens een scheepsbeeldhouwer, en een jongere broer Aelbrecht (overleden in 1680), die kunstschilder was. Van Aelbrecht is geen werk bekend. Uit de 17e-eeuwse bronnen valt af te leiden dat Lieve waarschijnlijk eerst werd opgeleid als beeldhouwer en pas later ook kunstschilder werd. Toen Lieve in 1652 zijn testament opmaakte noemde hij zijn broer Aelbrecht "schilder" en zichzelf "beeltsnijder". In het schildersregister uit 1669-1678 vermeldt Jan Sysmus hen als "twee broeders, één conterfeiter [=portretschilder], d'ander in wateren [=rivier- en zeeschilder], Rotterdam, 1670, 36 jaer out" en verderop "Verschuer. In zeetjes. Rotterdam. Verschuer, Lieve. Conterfeiter". Voor zover bekend zijn er geen portretten door Lieve bewaard gebleven.
Rond 1651 woonde Lieve Verschuier in Amsterdam, waar hij waarschijnlijk Simon de Vlieger ontmoette, die eveneens uit Rotterdam afkomstig was. Niet lang erna heeft hij volgens Houbraken in het gezelschap van Johannes van der Meer uit Utrecht een studiereis naar Rome gemaakt. Op 10 september 1656 trouwde hij in Hillegersberg met Catharina Lambrechts Akershoeck. Hij woonde op dat moment aan de Bierstraat in Rotterdam, een straat tussen de Scheepmakershaven en de Wijnhaven. Zijn vrouw overleed in 1666.
In 1667 kocht hij een huis aan de Boompjes met uitzicht op de Maas. In 1674 kwam hij in dienst van de Admiraliteit als schilder en beeldsnijder. In 1678 werd hij namens de beeld- en steenhouwers hoofdman van het Sint-Lucasgilde.
In het huis aan de Boompjes maakte hij in 1683 zijn testament op. Lieve Verschuier overleed in Rotterdam en werd begraven op 17 december 1686.

## Werk
In de stadsbeschrijving van Rotterdam uit 1698 door Geraard van Spaan wordt Verschuier beschreven als "in zijn tijd een drolligen haan, was een uitstekend Morgenstond-, Scheep- en Waterschilder, ook een goed Beeldhouwer". Van Verschuiers werk als beeldhouwer is niets bewaard gebleven. Als schilder was hij gespecialiseerd in zeegezichten en andere voorstellingen met schepen, waaronder gezichten op de Maas bij de Ooster Oude Hoofdpoort en de Boompjes in Rotterdam en Italiaanse fantasievoorstellingen. Verschuier had een voorkeur voor bijzondere lichteffecten en sfeervolle luchtpartijen. Om deze reden wordt zijn werk wel vergeleken met dat van zowel zijn Franse tijdgenoot Claude Lorrain als de 19e-eeuwse Engelse schilder William Turner.

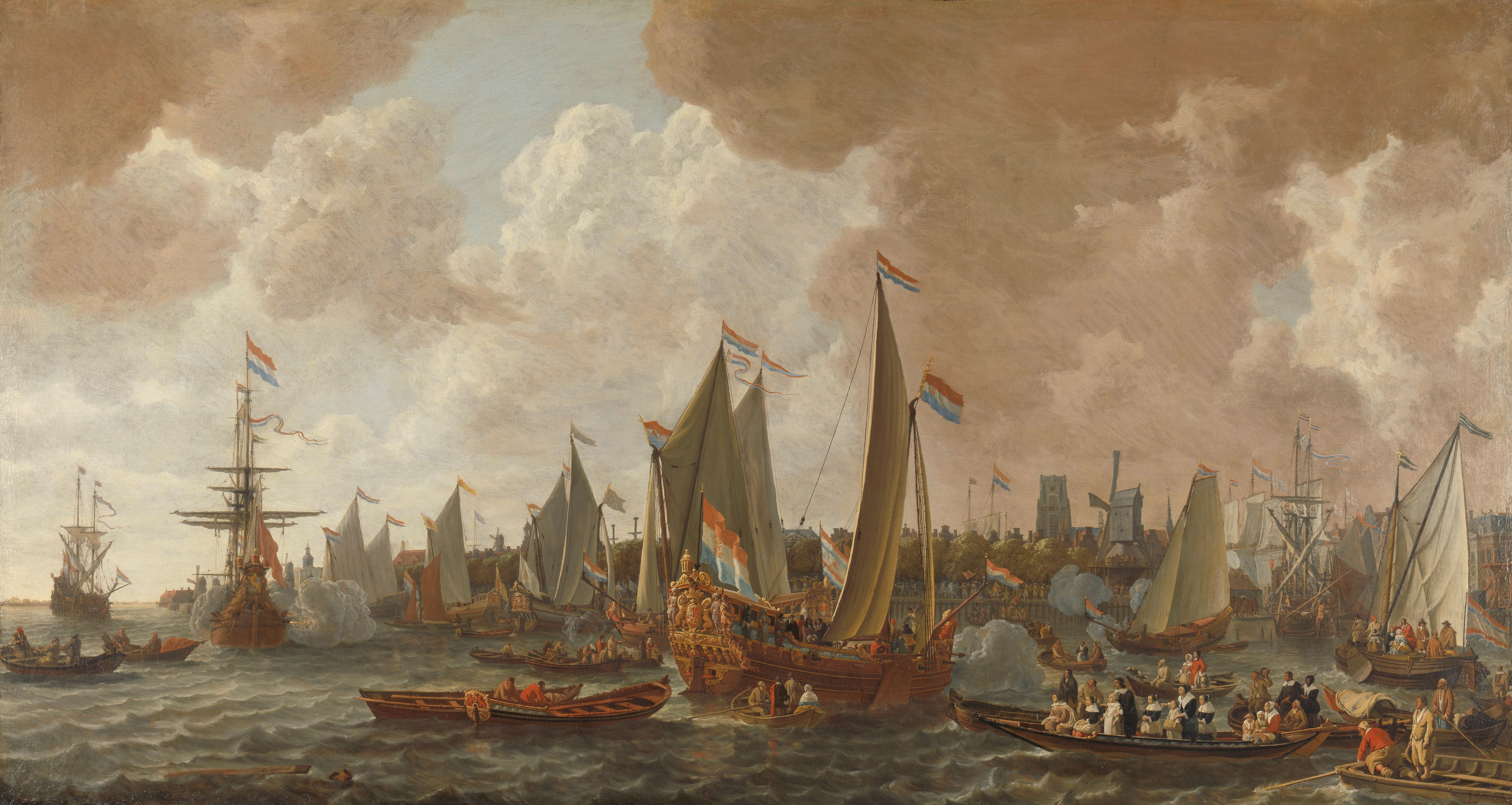
De aankomst van koning Karel II van Engeland te Rotterdam op 24 mei 1660, ca. 1660-1665, Rijksmuseum Amsterdam
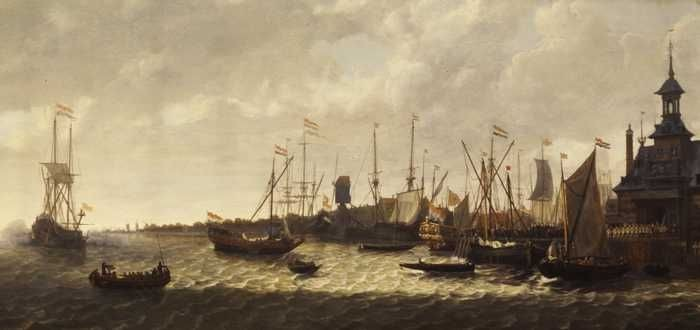
Aankomst van een voornaam gezelschap in Rotterdam, ca. 1670, Museum Rotterdam
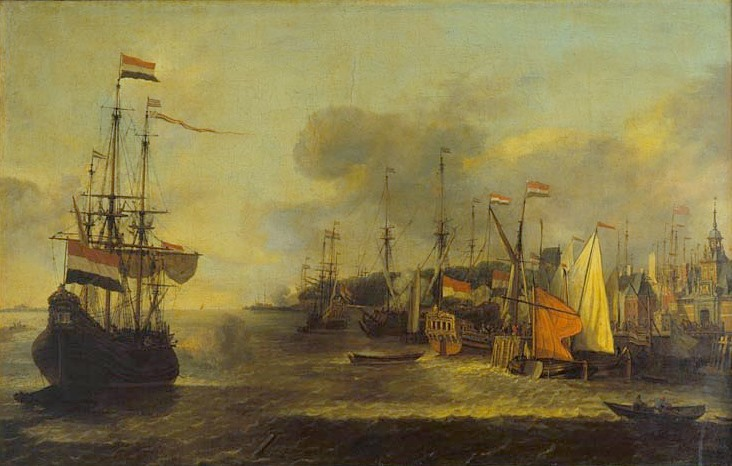
Schepen voor de Ooster Oude Hoofdpoort in Rotterdam, Museu Nacional de Arte Antiga, Lissabon
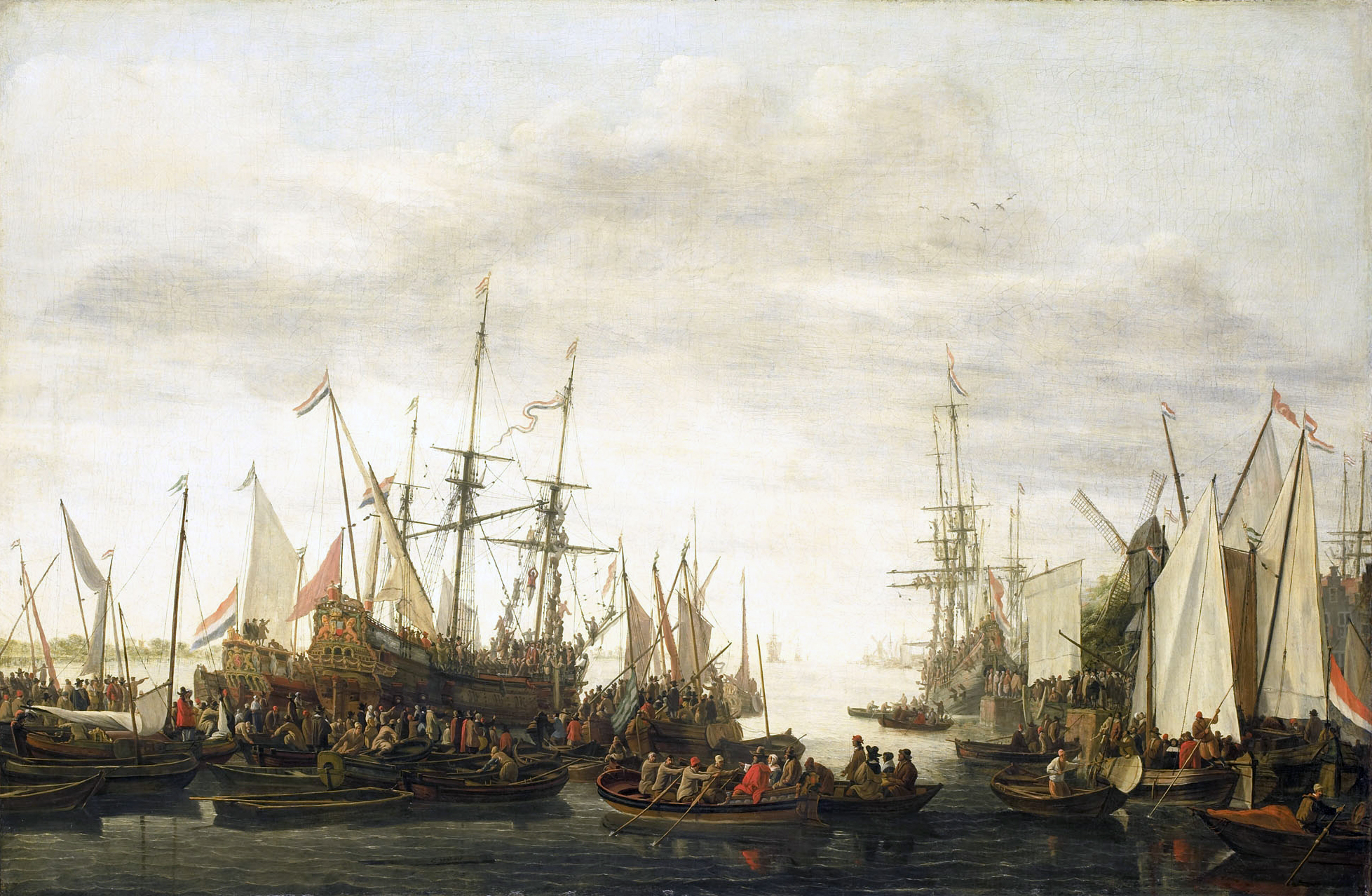
Het kielhalen, volgens overlevering, van de scheepschirurgijn van admiraal Jan van Nes, ca. 1660-1686, Rijksmuseum Amsterdam
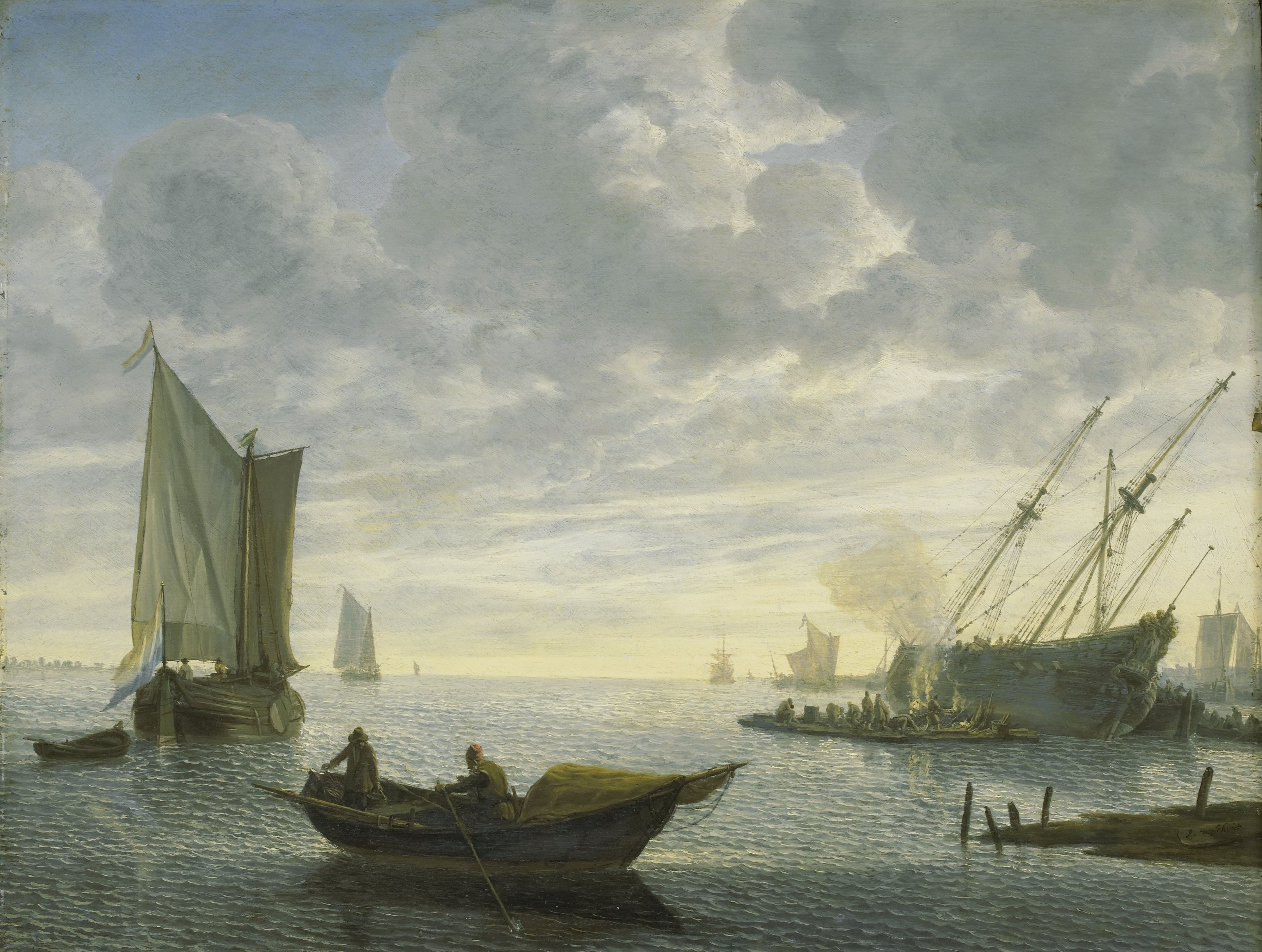
Het kalefateren van een schip, ca. 1660-1686, Rijksmuseum Amsterdam
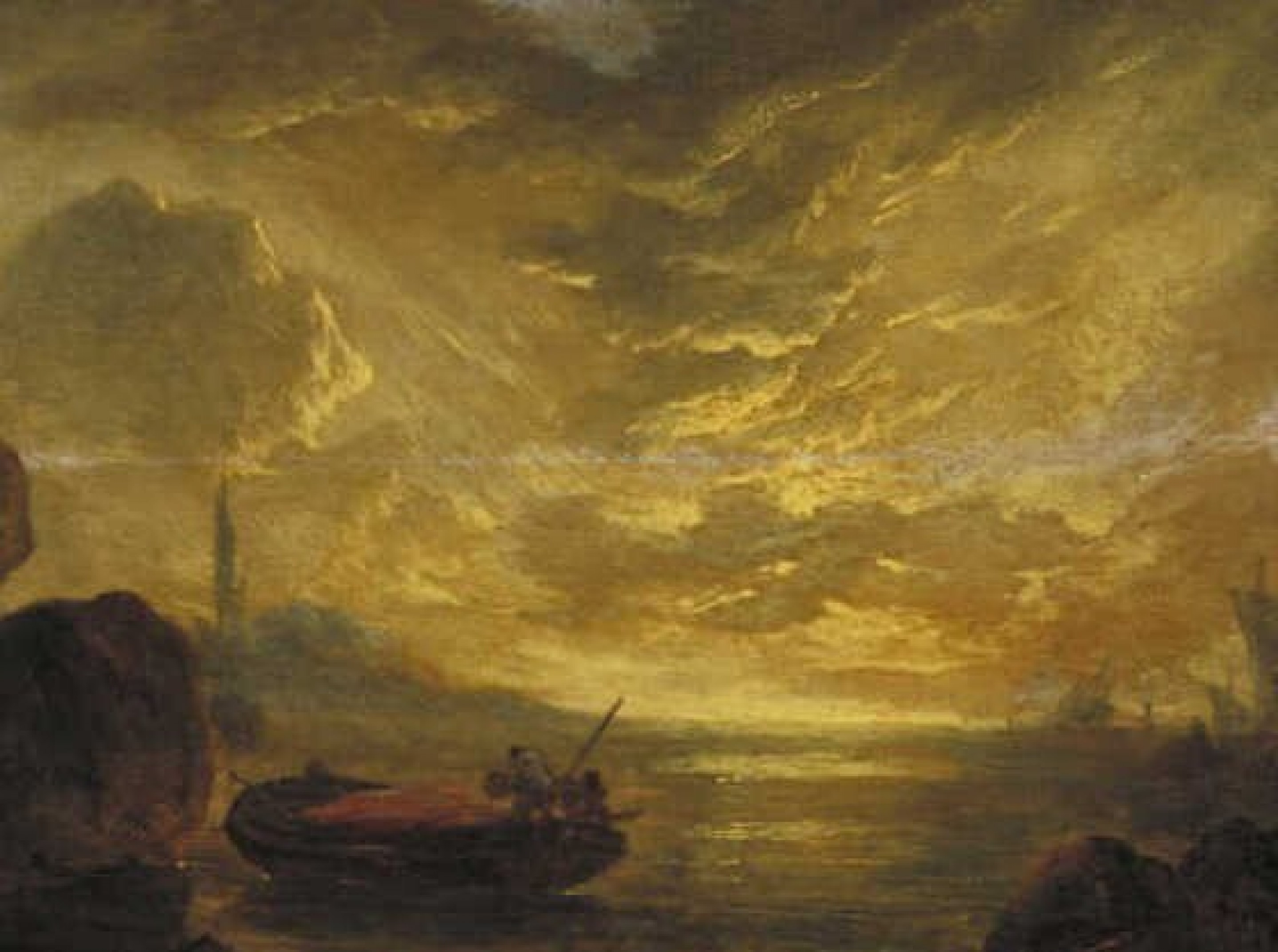
Italiaanse kust in de morgen, ca. 1680, Museum Boijmans Van Beuningen
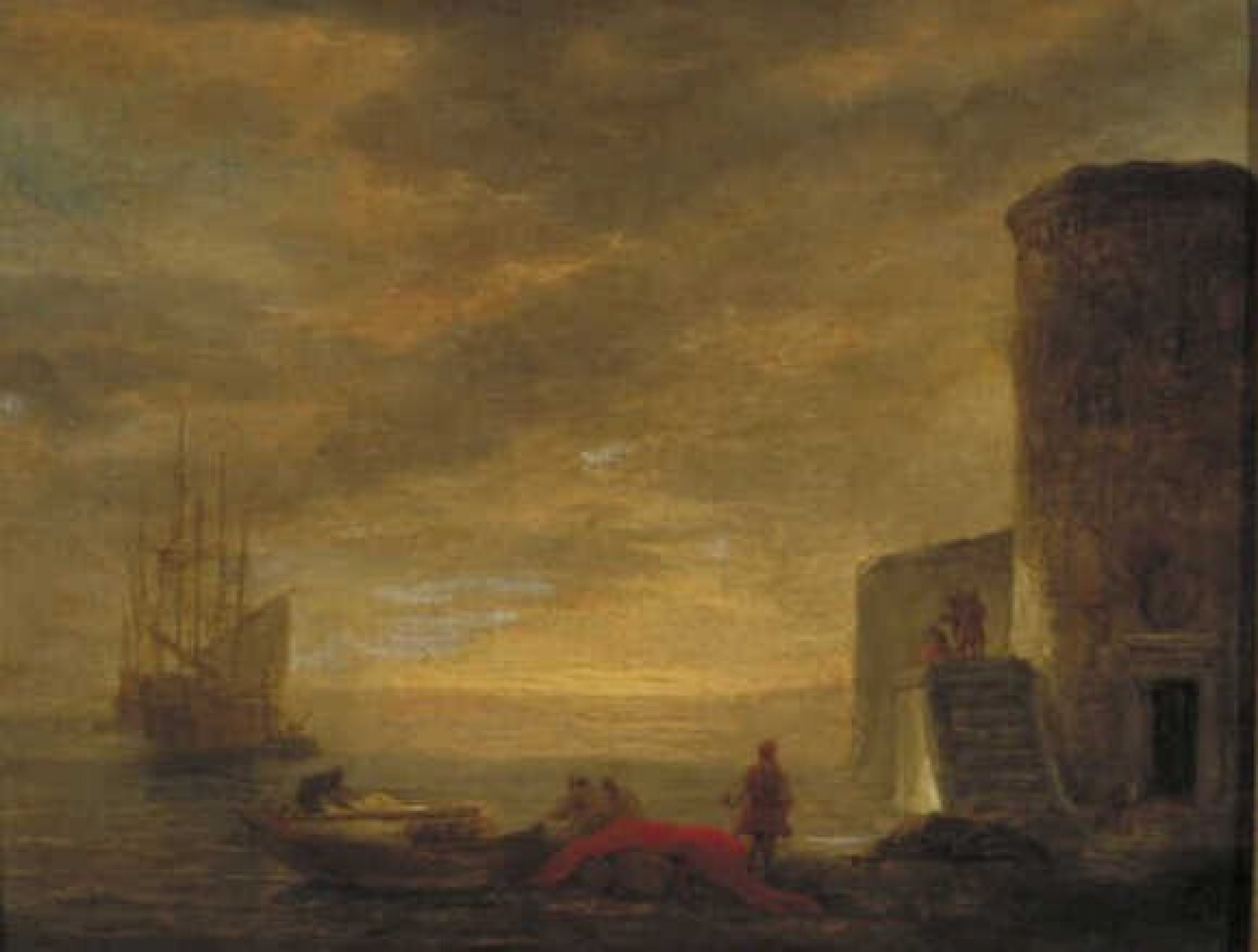
Italiaanse kust bij avond, ca. 1680, Museum Boijmans Van Beuningen

Verder zijn ook enkele Rotterdamse kerkinterieurs en stadsgezichten van hem bekend, evenals een riviergezicht bij Nijmegen en een Brand van Londen.

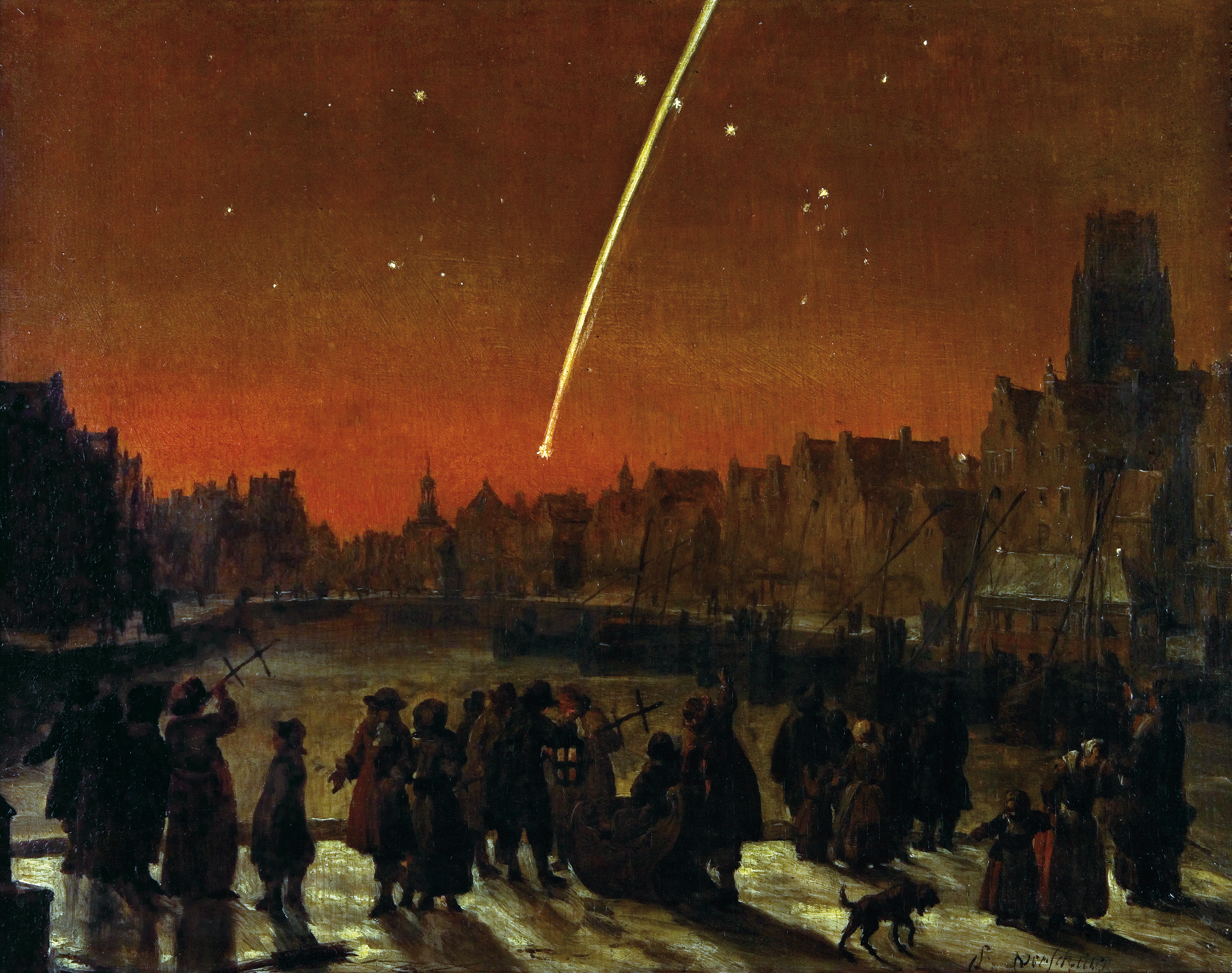
Komeet boven Rotterdam (De grote komeet van 1680), Museum Rotterdam
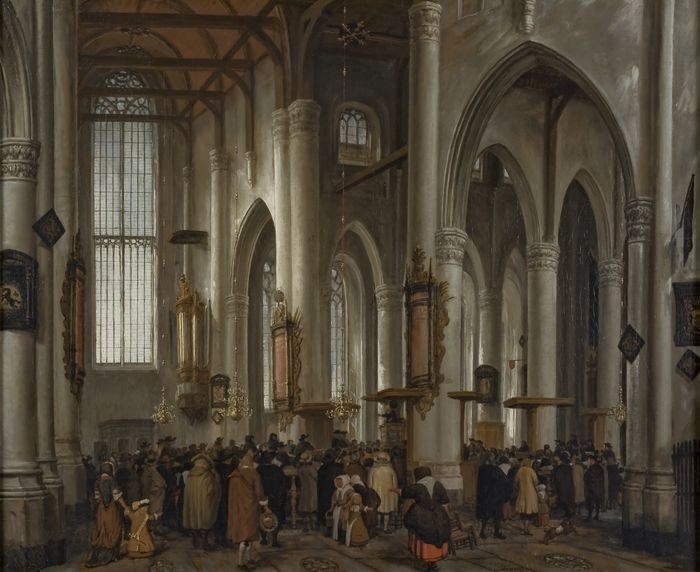
Interieur van de Laurenskerk in Rotterdam, ca. 1655-1665, Museum Rotterdam
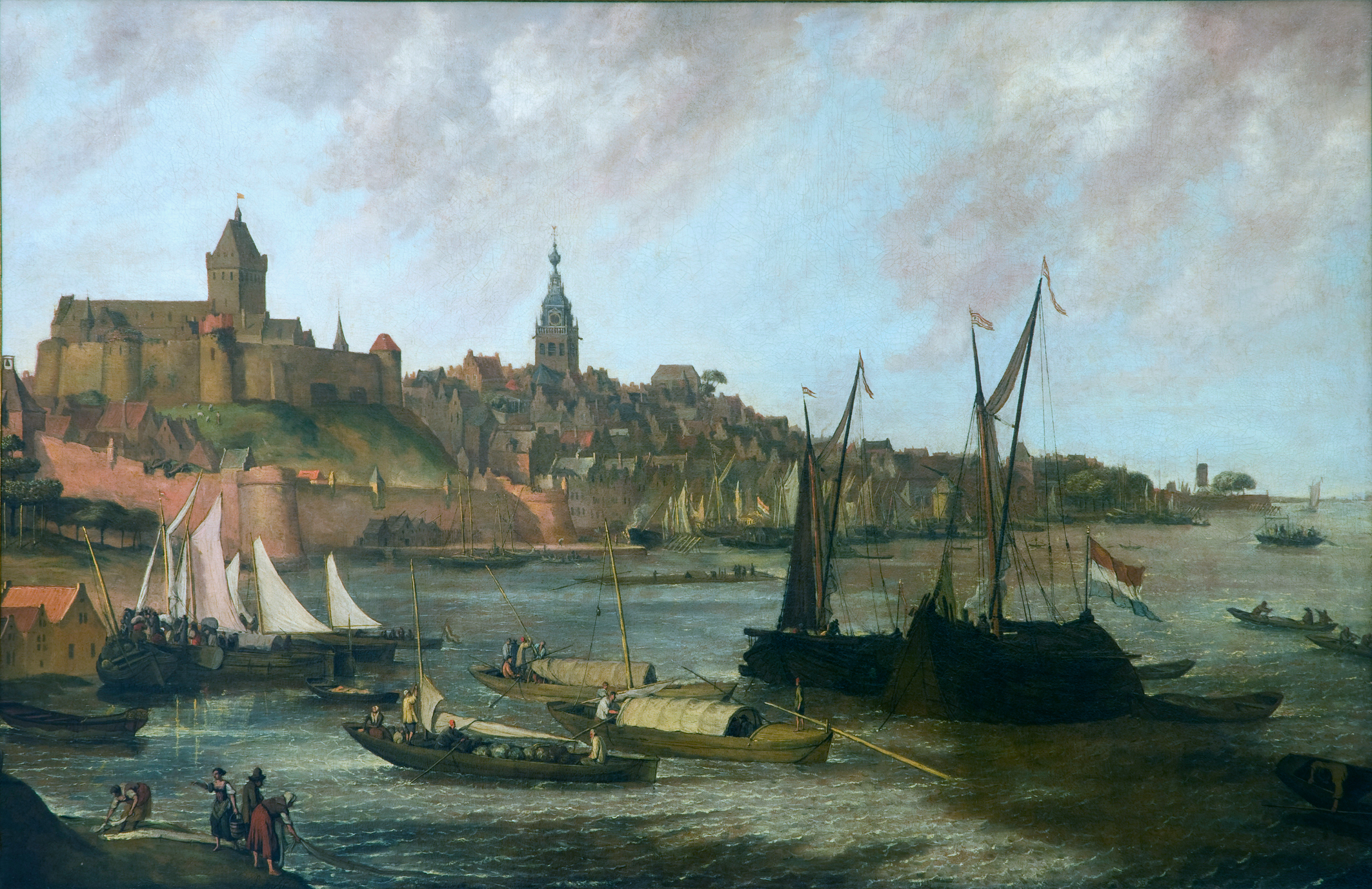
Gezicht op Nijmegen vanuit het oosten, ca. 1665-1675, Valkhof Museum, Nijmegen
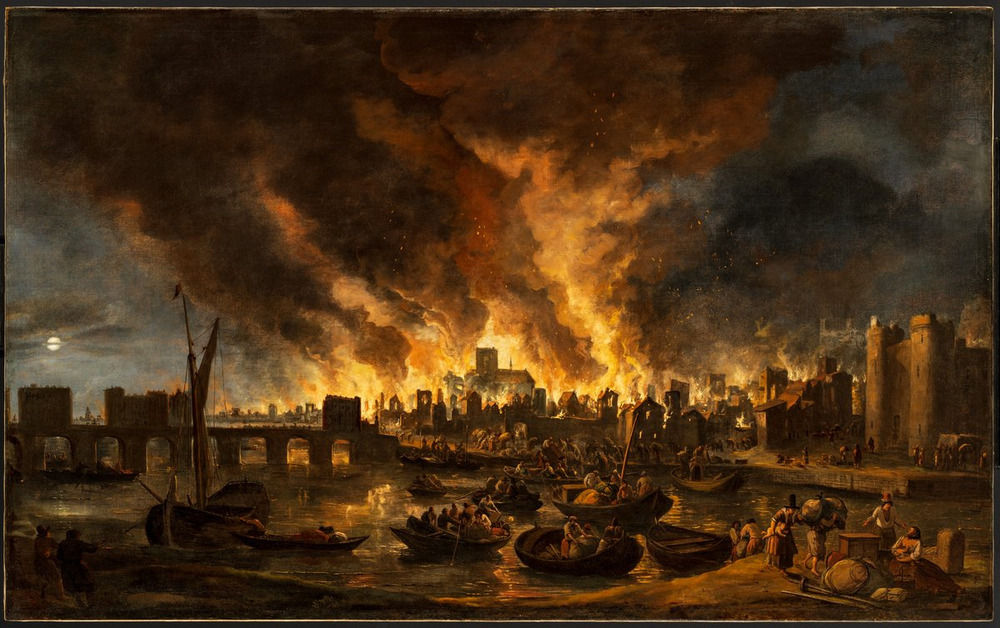
De Grote Brand van Londen in 1666, Szépművészeti Múzeum, Boedapest